# Härkeberga församling
Härkeberga församling var en församling i Uppsala stift och i Enköpings kommun i Uppsala län. Församlingen uppgick 2010 i Litslena församling.

## Administrativ historik
Församlingen har medeltida ursprung. 
Församlingen utgjorde tidigt ett eget pastorat för att därefter till 1962 vara annexförsamling i pastoratet Långtora och Härkeberga som 1946 utökades med Biskopskulla församling. Från 1962 till 2010 ingick församlingen i Villberga pastorat. Församlingen uppgick 2010 i Litslena församling.

## Kyrkor
- Härkeberga kyrka